# Prawo Lamberta

Ilustracja prawa Lamberta

Prawo Lamberta – prawo optyki sformułowane przez Johanna Heinricha Lamberta w 1760 r. określające zależność światłości od kierunku propagacji fali:
Jeżeli pewna niewielka powierzchnia promieniuje lub rozprasza światło, to światłość I w kierunku tworzącym kąt {\displaystyle \theta } z normalną do powierzchni promieniującej wyraża się wzorem
{\displaystyle I(\theta )=I_{0}\cos \theta ,}
gdzie {\displaystyle I_{0}} – światłość w kierunku prostopadłym do powierzchni promieniującej.
Prawo to jest spełnione ściśle, gdy powierzchnia promieniująca jest ciałem doskonale czarnym.